# LinkedIn
LinkedIn (ˈlɪŋktˈɪn) — американская социальная сеть для поиска и установления деловых контактов. В LinkedIn зарегистрирован 1 млрд пользователей (по состоянию на ноябрь 2023 года), представляющих 150 отраслей бизнеса из 200 стран.
Сайт доступен на 36 языках.
В июне 2016 года сайт был приобретён компанией Microsoft за 26,2 млрд долларов. 

## История

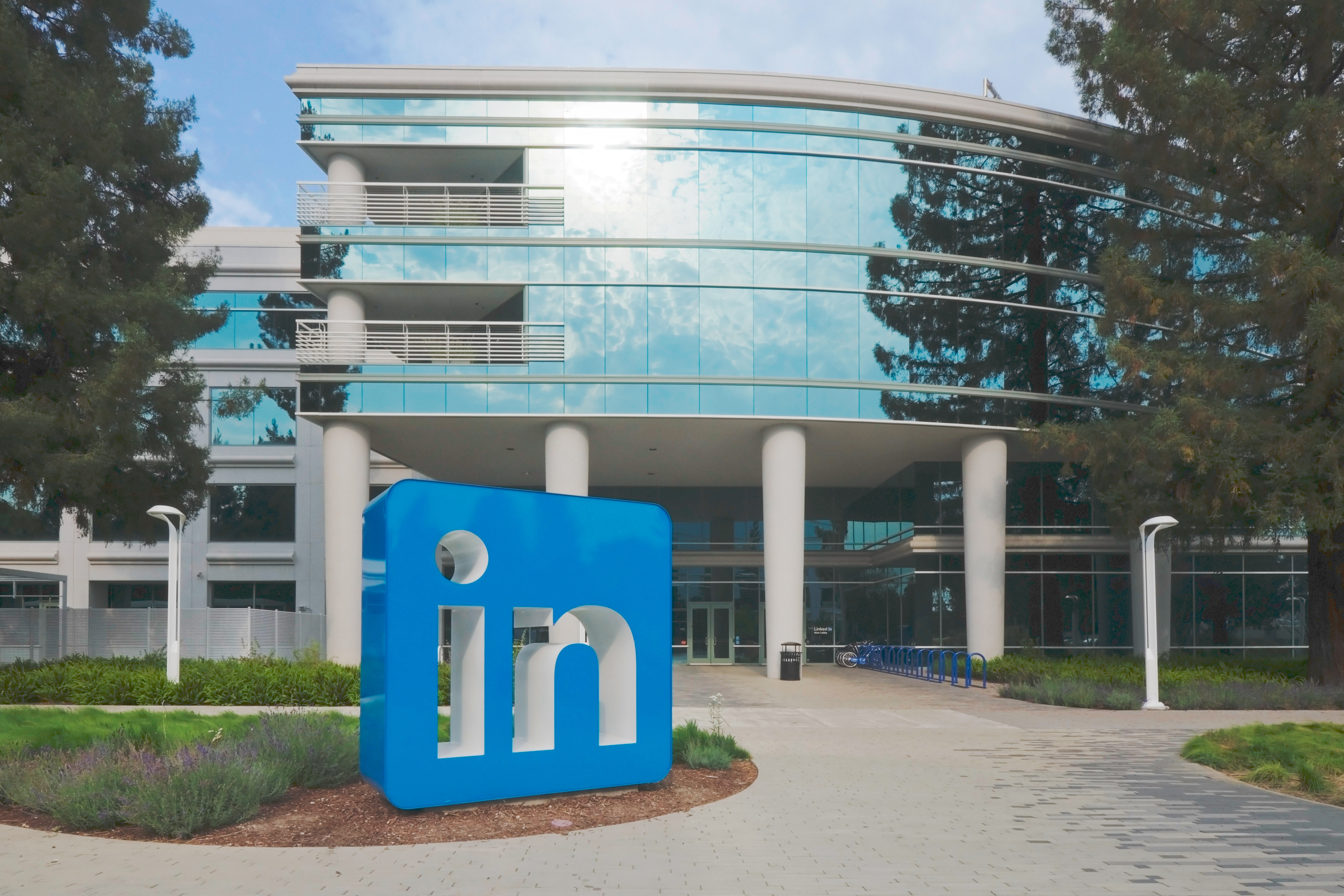
Штаб-квартира LinkedIn в Саннивейл, Калифорния

Социальная сеть LinkedIn была основана Ридом Хоффманом в декабре 2002 года, запущена в мае 2003 года.
По состоянию на 2011 год компанией руководил Джефф Вайнер, ранее работавший в правлении корпорации Yahoo!. Штаб-квартира компании находится в Саннивейл (Калифорния). LinkedIn имеет также офисы в Омахе, Чикаго, Нью-Йорке и Лондоне. Финансирование деятельности компании осуществлялось такими инвестиционными фондами, как: Greylock, Sequoia Capital, Bain Capital, Bessemer.
19 мая 2011 года компания провела первичное размещение акций на Нью-Йоркской фондовой бирже, и в самом начале торгов стоимость акций выросла более чем в два раза: с $45 за акцию до $99. Капитализация, ранее оценённая в $4 млрд, достигла отметки в $9 млрд.
В 2014 году корпорация LinkedIn за 175 млн долларов приобрела стартап Bizo, специализирующийся на целевом маркетинге. На базе этого стартапа в 2015 году был запущен B2B сервис Lead Accelerator — алгоритм, позволяющий рекламодателям понять, в какое время и какой контент показывать потенциальному покупателю. Но уже в начале 2016 года в LinkedIn заявили об отказе от этого продукта.
4 августа 2016 года Роскомнадзором был подан иск о блокировке соцсети на территории России. Таганский суд Москвы удовлетворил требование регулятора и подтвердил нарушение правил хранения персональных данных российских пользователей. LinkedIn попыталась оспорить данное решение, однако Мосгорсуд, рассмотрев апелляционную жалобу деловой соцсети, признал её блокировку законной. LinkedIn стал первым интернет-сервисом, в отношении которого в соответствии с законом «О персональных данных», были введены ограничения.
13 июня 2016 года Microsoft объявила о приобретении LinkedIn по цене 196 долларов за акцию (общая цена сделки — 26,2 миллиарда долларов), что является одним из самых крупнейших приобретений Microsoft на сегодняшний день. Microsoft заявляла, что позволит LinkedIn «сохранить свой особый бренд, культуру и независимость», а Вайнер останется в качестве генерального директора, который затем будет подчиняться генеральному директору Microsoft Сатье Наделле. Аналитики считают, что Microsoft увидела возможность интегрировать LinkedIn со своим пакетом продуктов Office, чтобы помочь лучше интегрировать профессиональную сетевую систему со своими продуктами. Сделка была завершена 8 декабря 2016 года.
Вскоре после приобретения LinkedIn компанией Microsoft, 19 января 2017 года, была представлена новая версия LinkedIn для настольных компьютеров. Новая версия должна была упростить работу пользователей на мобильных и настольных компьютерах. Некоторые изменения были внесены в соответствии с отзывами, полученными от ранее запущенного мобильного приложения. Функции, которые не использовались активно, были удалены. Например, функции пометки контактов и фильтрации больше не поддерживаются.
После запуска нового пользовательского интерфейса (UI) некоторые пользователи жаловались на отсутствующие функции, которые были в старой версии, медлительность и ошибки в ней. С проблемами столкнулись как бесплатные, так и премиум-пользователи, а также как в настольной, так и в мобильной версии сайта.
В 2019 году LinkedIn запустил глобальную функцию Open for Business, которая позволяет находить фрилансеров на платформе. LinkedIn Events был запущен в том же году.
В июне 2020 года Джефф Вайнер ушёл с поста генерального директора и стал исполнительным председателем после 11 лет работы в этой должности. Райан Рослански перешёл на пост генерального директора с должности старшего вице-президента по продуктам.
В конце июля 2020 года LinkedIn объявила об увольнении 960 сотрудников, что составляет около 6 процентов от общей численности персонала, из групп по привлечению талантов и глобальных продаж. В электронном письме всем сотрудникам генеральный директор Райан Рослански сказал, что сокращения были вызваны последствиями глобальной пандемии Covid-19.
В ноябре 2023 года LinkedIn предложила премиум-подписчикам воспользоваться консультантом по трудоустройству на основе искусственного интеллекта.
В марте 2024 года соцсеть анонсировала появление игр для повышения вовлечённости пользователей. 1 мая 2024 года на сервисе стало доступно 3 головоломки: Pinpoint, Queens и Crossclimb, в каждую из которых можно сыграть лишь раз в сутки.

## Показатели деятельности
В 2016 году компания LinkedIn была приобретена компанией Microsoft за 26 миллиардов долларов.
По итогам 2015 года выручка компании составила 2,9 млрд долларов (+35 % к 2014 году). Чистый убыток LinkedIn увеличился до 166 млн долларов против 15,7 млн долларов в 2014 году.
В 2020 финансовом году годовой доход LinkedIn составил более 8,05 млрд долларов США.
В 2023 году годовой доход соцсети составил 15 млрд долларов, из которых 1,7 млрд был заработан на платной подписке.

## Пользователи
На 2018 год в сети LinkedIn было зарегистрировано 590 миллионов пользователей, из них 250 миллионов активных.
На 2020 год общее число пользователей LinkedIn достигло 675 миллионов, из них 310 миллионов активных.
До блокировки LinkedIn в России, в октябре 2016 года у LinkedIn было 2,6 млн пользователей в России, в ноябре — 2,5 млн. После блокировки посещаемость ресурса в России снизилась до 1,5 млн человек.
Более 70 % пользователей Linkedin находятся за пределами США и приблизительно 25 миллионов зарегистрированы в Европе. Большой прогресс наблюдается в Индии, в конце 2010 года там было зарегистрировано 9 миллионов пользователей.
57 % пользователей LinkedIn — мужчины, 43 % — женщины.

## Функции
LinkedIn предоставляет возможность зарегистрированным пользователям создавать и поддерживать список деловых контактов. Контакты могут быть приглашены как из сайта, так и извне, однако LinkedIn требует предварительного знакомства с контактами. В случае, когда пользователь не имеет прямой связи с контактом, он может быть представленным через другой контакт.
Пользователи LinkedIn могут использовать список контактов в различных целях:
- публиковать профессиональные резюме и осуществлять поиск работы;
- рекомендовать и быть рекомендованными;
- публиковать вакансии;
- создавать группы по интересам.

## Дополнительные функции
LinkedIn также позволяет публиковать информацию о деловых поездках, предстоящих конференциях, читаемых книгах.

## Судебные иски
В 2015 году после массовых рассылок электронных писем пользователи подали коллективный судебный иск против компании. Ответчик - руководство социальной сети - выплатил истцам сумму в 13 млн долларов.

## Блокировка в России
4 августа 2016 года Роскомнадзор подал иск к социальной сети LinkedIn, посчитав, что сайт обрабатывал персональные данные без согласия пользователей и не хранил данные россиян на территории России. Ведомство требовало от соцсети разместить серверы для хранения персональных данных российских пользователей на территории РФ согласно новому закону «О персональных данных» и изменить пользовательское соглашение, в котором персональные данные российских пользователей могли передаваться без их ведома третьим лицам. Роскомнадзор заявил, что внесёт сайт в АИС «реестр нарушителей прав субъектов персональных данных» и заблокирует к нему доступ.
В тот же день Таганский районный суд Москвы удовлетворил иск Роскомнадзора к Linkedin в защиту прав неограниченного круга лиц — субъектов персональных данных.
10 ноября Московский городской суд оставил в силе решение суда первой инстанции, отказав в апелляции, и решение о блокировке вступило в силу через  неделю. 17 ноября 2016 года Роскомнадзор внёс LinkedIn в Реестр нарушителей закона о персональных данных.